# Josef Gabriel Rheinberger
Josef Gabriel Rheinberger (17. března 1839 ve Vaduzu, Lichtenštejnsko – 25. listopadu 1901 v Mnichově) byl původem lichtenštejnský a později německý hudební skladatel, klavírista, varhaník a hudební pedagog z období hudebního romantismu.

## Život
Josef Gabriel Rheinberger se narodil 17. března 1839 ve Vaduzu v Lichtenštejnsku. Jeho otec byl pokladníkem Aloise II. knížete z Lichtenštejna. Od dětství projevoval mimořádné hudební nadání. V sedmi letech byl varhaníkem v kostele sv. Florina a o rok později již byly provedeny jeho první skladby. Od roku 1849 studoval u skladatele Philippa M. Schmutzera (pocházejícího z Čech) ve Feldkirchu
Skladatelův otec nejprve nepřál synově hudební kariéře, ale v roce 1851 jej přece jen nechal zapsat na mnichovskou konzervatoř. Krátce po absolvování se Rheinberger stal na téže škole profesorem kompozice a hry na klavír. Když byla konzervatoř uzavřena působil až do roku 1867 jako korepetitor dvorního divadla. V roce 1867 se oženil s básnířkou Franziskou "Fanny" von Hoffnaass. Ačkoliv neměli děti, bylo jejich manželství šťastné. Franziska napsala většinu textů k manželovým vokálním skladbám.
V roce 1877 byl jmenován dvorním dirigentem odpovědným za hudbu v královské kapli. Obdržel čestný doktorát Mnichovské univerzity (Ludwig-Maxmilians-Universität München). Po obnovení konzervatoře se Rheinberger stal profesorem skladby a hry na varhany Toto postavení si podržel až do konce svého života. Jako hudební pedagog vychoval mnoho významných dirigentů a skladatelů. Mezi jinými to byli např. Ermanno Wolf-Ferrari, Engelbert Humperdinck, Wilhelm Furtwängler, George Whitefield Chadwick, Hans von Koessler či Horatio Parker.
31. prosince 1892 po dlouhé nemoci zemřela Rheinbergova žena Franziska. I skladatel kvůli nemoci se o dva roky později vzdal místa dvorního hudebního ředitele. Zemřel v Mnichově 25. listopadu 1901 a byl pohřben na hřbitově Alter Südfriedhof. Jeho hrob byl za druhé světové války zničen. V roce 1950 byly jeho ostatky i ostatky jeho ženy převezeny do Vaduzu.

## Dílo

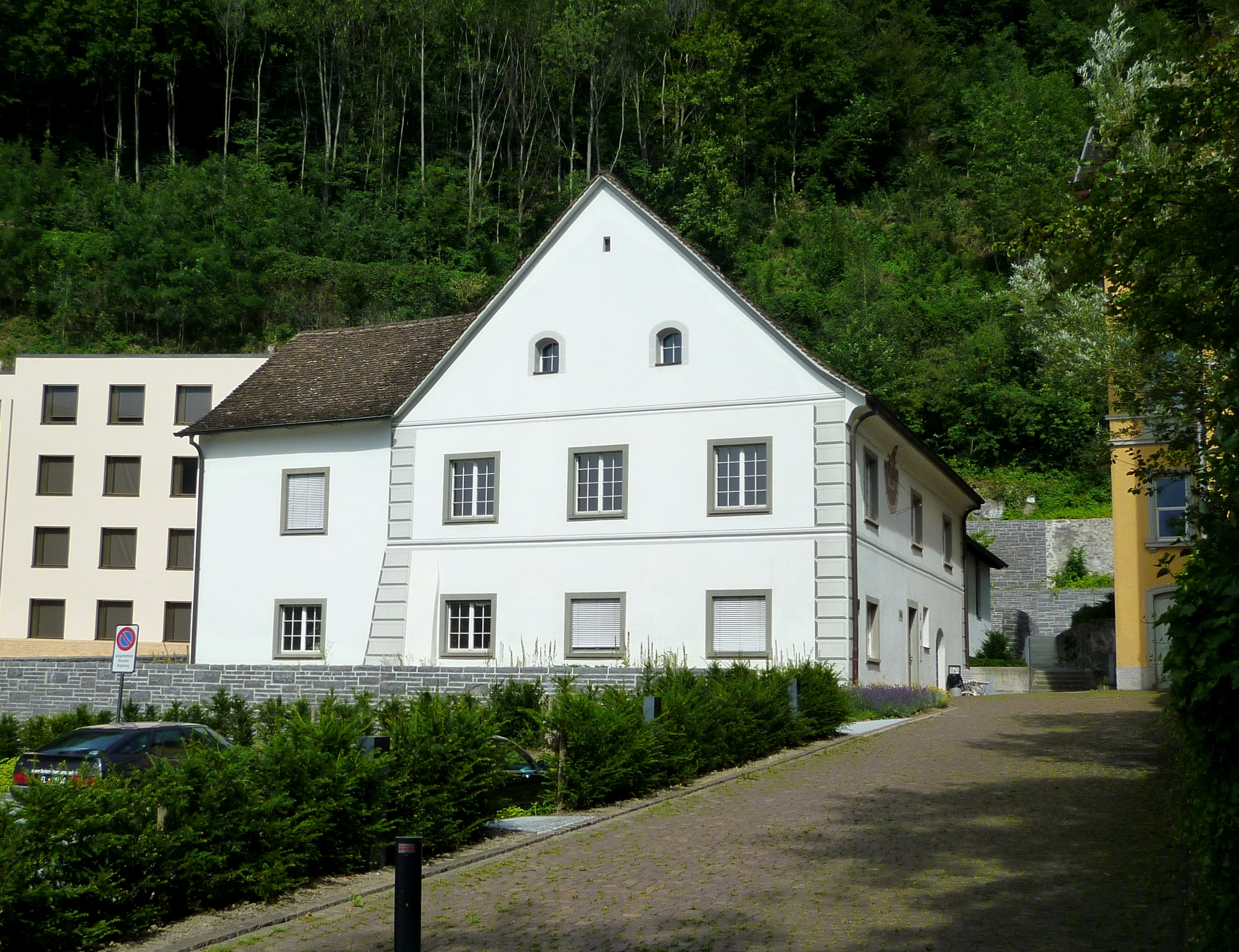
Rodný dům skladatele ve Vaduzu.

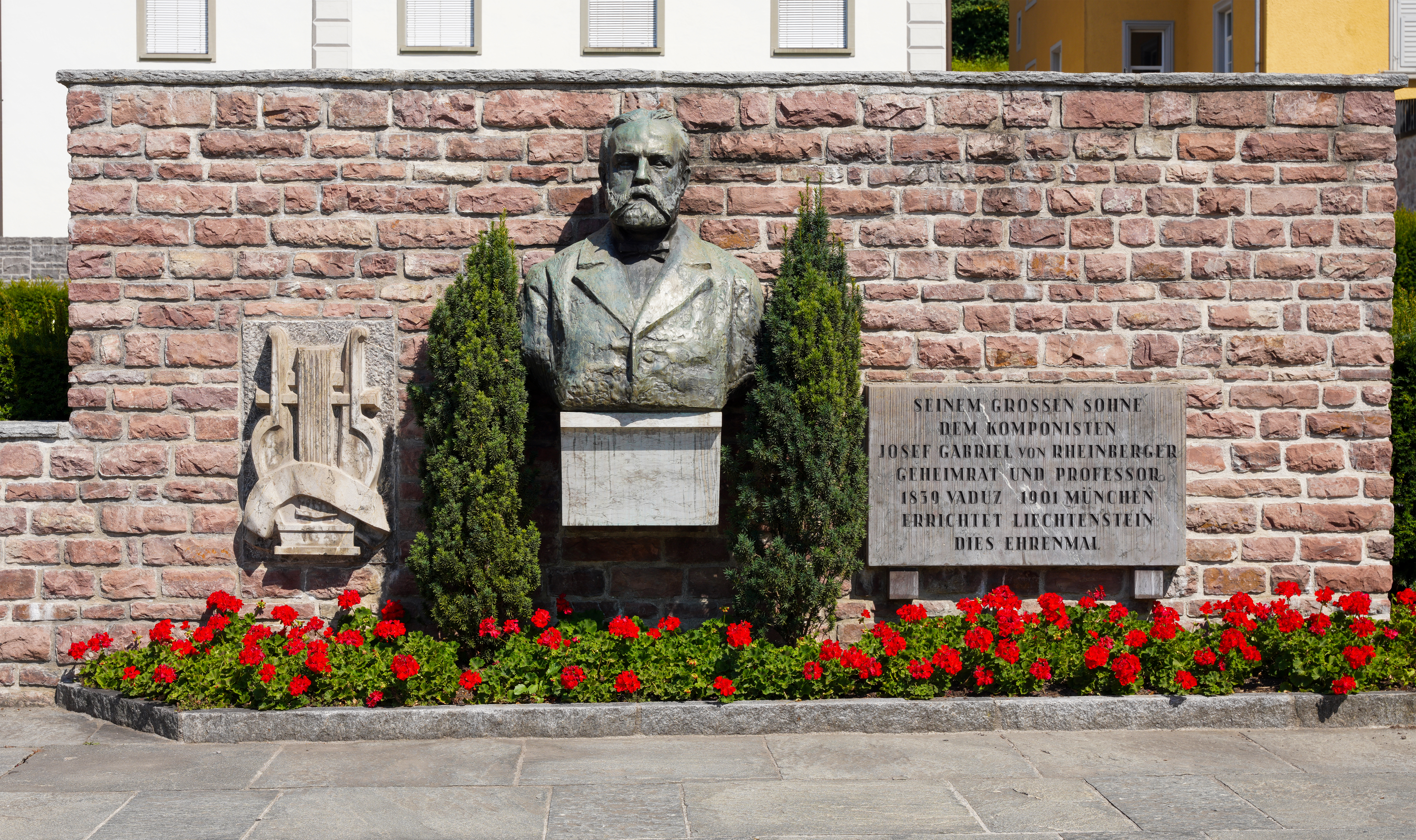
Rheinbergerův památník ve Vaduzu.

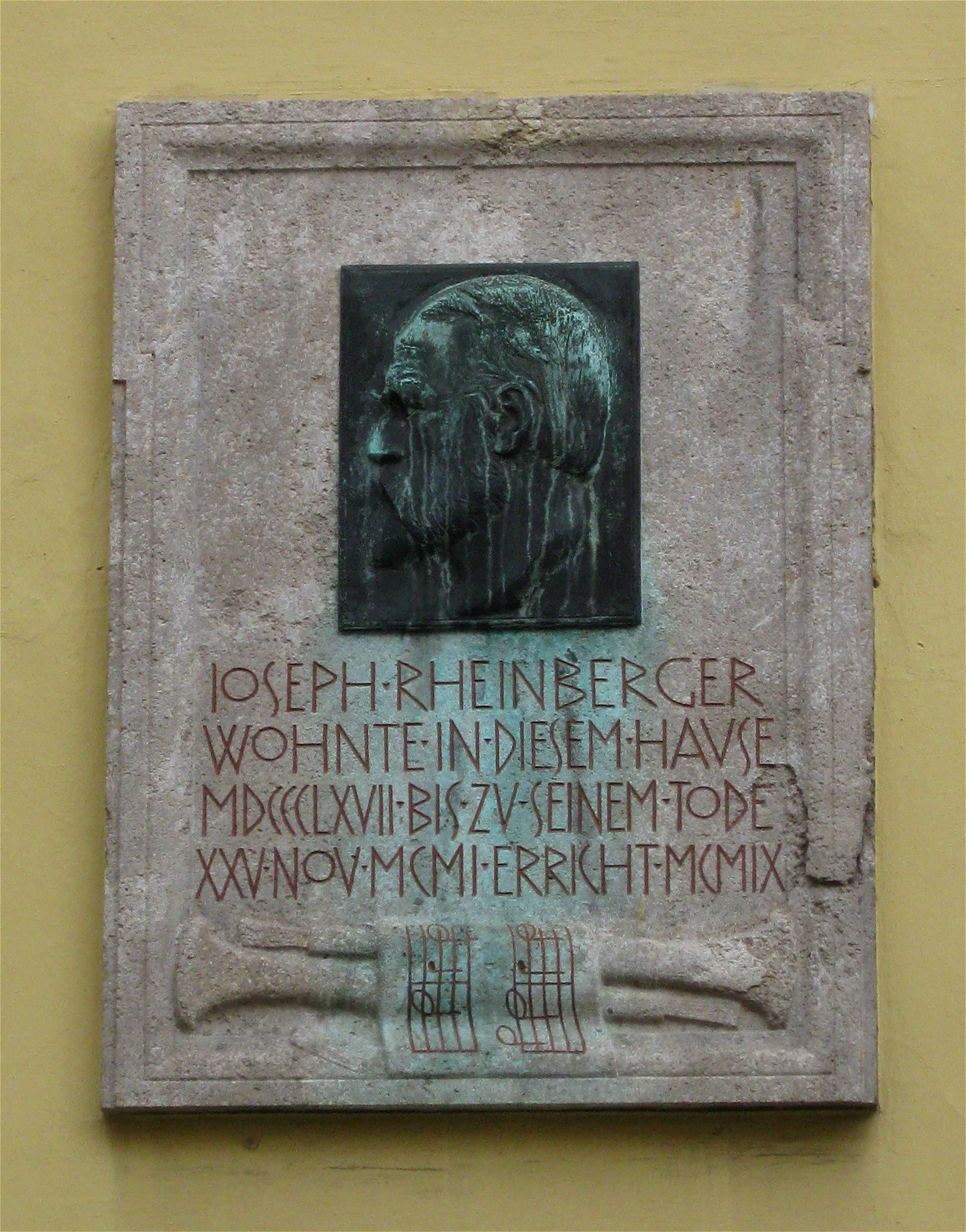
Pamětní deska v Mnichově.

Rheinberger byl velmi plodný skladatel. Jeho chrámové skladby zahrnují mše, Requiem, Stabat Mater i moteta a hymny. Mezi jeho světskými skladbami je několik oper, symfonií, mnoho komorní hudby a sborových skladeb. Zvláště jsou ceněny jeho skladby pro varhany. Kromě dvou koncertů zkomponoval 20 sonát v různých tóninách. Plánovanou úplnou serii 24 skladeb již nedokončil. Kromě toho zkomponoval 22 trií a 36 dalších sólových skladeb.

### Chrámové skladby
- Der Stern von Bethlehem (vánoční kantáta Betlémská hvězda op. 164) a další kantáty
- 14 mší
- 3 Requiem
- 2 Stabat Mater
- Moteta, hymny, písně

### Jevištní díla
- Die sieben Raben, op. 20 (opera, libreto Franz Bonn podle bratří Grimmů, Mnichov 1869)
- Der wundertätige Magus, op. 30 (scénická hudba, Pedro Calderón de la Barca, 1865)
- Die unheilbringende Krone, op. 36 (scénická hudba, Ferdinand Raimund, 1868)
- Der arme Heinrich op. 37 (komický singspiel pro děti, libreto Franz Bonn, 1863)
- Türmers Töchterlein, op. 70 (opera, libreto Max Stahl podle Franze Trautmanna, Mnichov 1873)
- Das Zauberwort op. 153 (singspiel pro děti, libreto Franziska von Hoffnaaß podle Wilhelma Hauffa)
- Vom goldenen Horn op. 182 (turecká hra z písněmi, libreto Bernhardine Schulze-Smidt podle Assima Aghy Gül-hanendé, 1895)

### Orchestrální hudba
- 2 symfonie
- 3 overtury
- Klavírní koncert Es-dur (1860)
- Klavírní koncert As-dur op. 94 (1876)
- Koncert pro varhany a orchestr F-dur op. 137
- Koncert pro varhany a orchestr g-moll op. 177

### Varhany
- 20 varhanních sonát
- 12 Fughettas, op. 123
- 12 Monologues, op. 162
- 12 Meditations, op. 167
- Skladby pro housle či hoboj s doprovodem varhan
- Preludia a tria

### Komorní hudba
- smyčcové kvartety
- smyčcové kvintety
- klavírní tria
- sonáty pro sólové nástroje a klavír
- 4 klavírní sonáty

## Ocenění
- Maxmiliánův řád za vědu a umění (Bavorské království, 1888)
- V roce 1895 byl povýšen do šlechtického stavu (rytíř) - Josef Gabriel Ritter von Rheinberger.